# Хотэн-рю
Хотэн-рю (яп. 法典流) — древнее сого будзюцу, классическое боевое искусство Японии, основанное в 1600-х годах мастером по имени Такидзава Миноками Хотэн (яп. 滝澤美濃守法典). В программу обучения школы входит изучение техник кэндзюцу, иайдзюцу, дзёдзюцу, сасумата, хибуки и кабуки (скрытное и старое оружие), кусари и кусарифундо, тэссэндзюцу, сюрикэндзюцу, содзюцу, кусаригамадзюцу и тэккэн.

## История
Согласно легенде, школа Хотэн-рю была основана в 1600-х (период Сэнгоку) годах мастером по имени Такидзава Миноками Хотэн в горах на полуострове Кии. Такидзава служил самураем в семье Татибана и, предположительно, являлся другом Ягю Мунэёси (представитель Ягю Синкагэ-рю). Миноками изучал боевые искусства, которые преподавались в княжестве, где он проживал, а затем отправился в гору Кисо Онтакэ с целью познать себя. Так он совершил паломничество в святыню Онтакэ и одноименному водопаду в попытке очистить свои тело и дух. Именно там, предположительно, у него зародилось желание стать горным монахом. Впоследствии, благодаря принятому решению и тренировкам в горах, Такидзава разработал техники на основе синтоистских учений и практики сюгэндо, которые он объединил в систему под названием Хотэн-рю.
Знаниям школы Хотэн-рю тайно и в личном порядке обучали в святыне, расположенной возле Кисо-Онтакэ, вплоть до того момента, когда 13-й наследник традиций, Тоцугава Хотэн, сделал свою карьеру в Киото и нашёл ученика в лице молодого Кадзуо Танигути. С возрастом силы покинули Тоцугаву и Кадзуо сменил его, став 14-м сокэ Хотэн-рю в возрасте 19 лет, как раз перед призывом в японскую армию во время Второй Мировой войны. По этой причине он сменил имя на Татибана Кудзюин Хотэн.
После войны Татибана Кудзюи остался в Киото, Япония, где он и проживает на данный момент и преподает знания школы Хотэн-рю.

## Учебная программа
Основной акцент тренировок Хотэн-рю направлен на работу с мечом. Кроме того, в программе обучения присутствуют техники кобуки (древнее оружие) и хибуки (скрытное оружие). Сама учебная часть школы разделена на несколько разделов, которые, в свою очередь, также разделены на категории. Краткий список оружия, изучаемого в Хотэн-рю, включают в себя: дзё, меч, кусари, кусарифундо, дзюттэ, тэссэн (боевой веер), сасумата, нагэхари (метательное оружие), кусаригама, яри (содзюцу) и тэккэн. Одна из отличительных категорий называется санки или «три инструмента», связанная с древней Японской полицией.

### Тренировки
Начальное обучение Хотэн-рю фокусируется на ударных техниках и механике оружия, которые осуществляется в сольной практике. После изучения данных методик практикующий приступает к отработке ката в парах. Процесс обучения разделён на 10 шагов, каждый из которых основан на прогрессировании оружия и уровня квалификации практиканта.
Скрытное оружие Хотэн-рю, как правило, является результатом ручной работы (помимо меча и тэссэн) с использованием грубого железа или натуральных материалов. Создание оружие является частью тренировок и одной из традиций школы. Например, дзё изготавливается из веток деревьев, что отличает его от большинства других рюха, которые используют оружие машинного производства. В этом случае дубинка получается кривой; кривизна дерева является частью методов, используемых в школе. Использование природной верёвки также является частью традиций Хотэн-рю, таким образом ученику необходимо овладеть навыками и знаниями по поиску правильных материалов. Многие виды оружия являются скрытными и выглядят как повседневные объекты (или напоминают предметы быта своей эпохи), поэтому изменение и применение уже существующих объектов является важным навыком практиканта.
Сёдо (искусство каллиграфии) также является важной частью тренировочного режима школы Хотэн-рю, так как написание и понимание старых кандзи имеет важное значение. Это связано с окудэн (устным учением) и передачей крайне важного понятия — хэйхо (стратегии) школы.

## Документы и свитки
Школа Хотэн-рю была и остаётся закрытой школой боевых искусств. Ни один из предыдущих наследников традиций не чувствовал потребности вносить своё имя в списки энциклопедий боевых искусств или присоединяться к внушительным организациям, направленным на поддержку боевых искусств, в середине XX века. По этой причине очень мало что было известно о школе за её пределами вплоть до 1940-х годов, когда 14-й сокэ начал открыто преподавать техники стиля и принимать любых желающих в ряды своих учеников. Большинство методик Хотэн-рю просты и соответствуют механике используемого оружия. По этой причине не было написано каких либо значительных дэнсё (свитки, описывающие методы школы). Передача методов стиля происходила устным путём в форме кудэн. Тем не менее, сохранились 3 основных свитка, касающихся истории и техник школы Хотэн-рю: Хотэн-рю Юрайсё (основание и история стиля), Нантё Хакутё (секреты императорской семьи / истории времен войн Северного и Южного Дворов, период Намбоку-тё) и Годайгэн (стратегия и философия школы). В последнем из этих документов содержится шифрованный набор техник рю, их наименования и изложение основных принципов, которые преподавались наряду с устным обучением.